# Firste
Firste, früher auch Förste, ist ein Begriff aus dem Bergbau, er bezeichnet beim Untertagebau die obere Begrenzungsfläche eines söhligen (waagerechten) oder geneigten Grubenbaus, im Allgemeinen also dessen „Decke“.

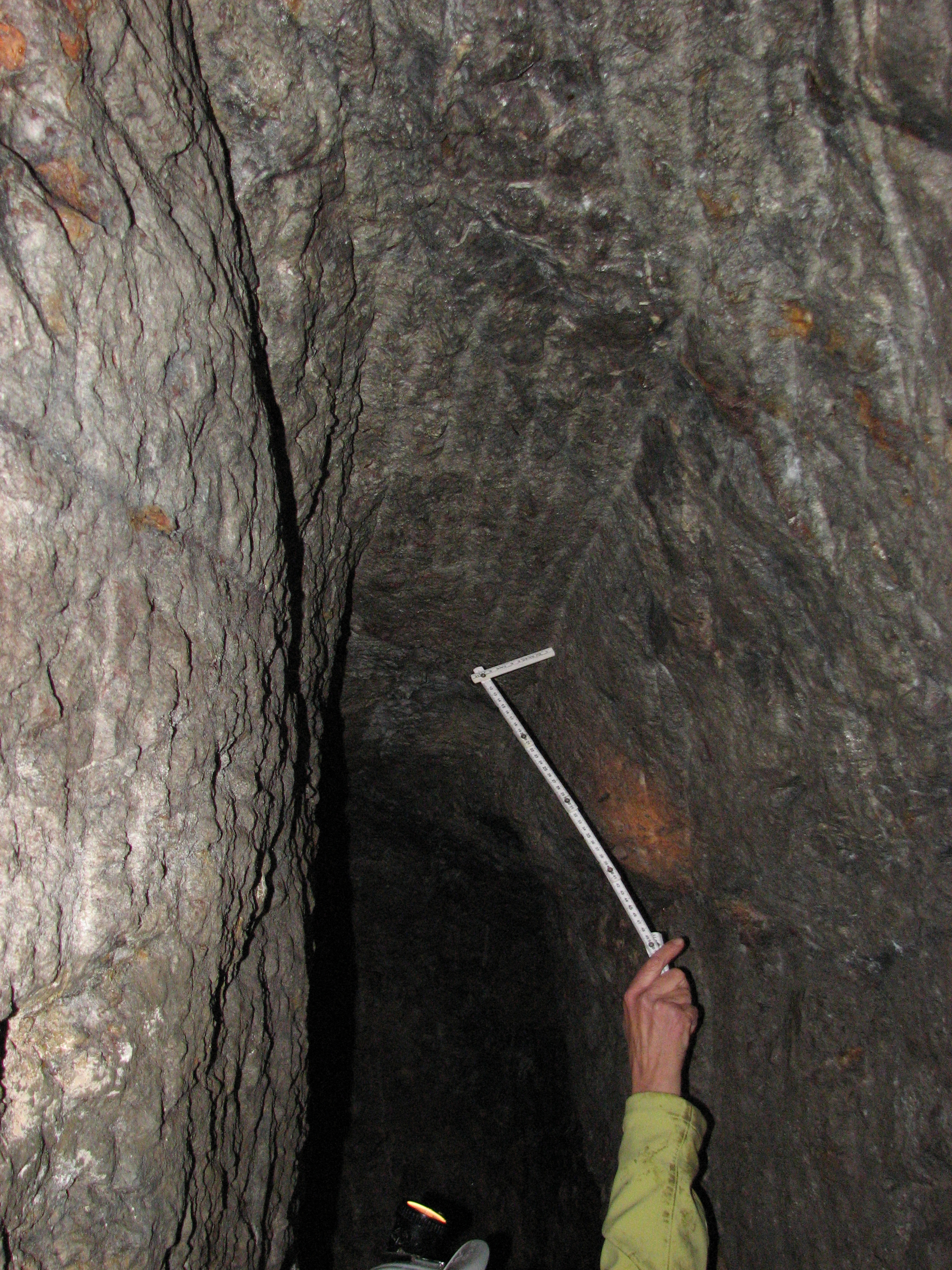
Stollenfirste, mit Schlägel und Eisen hergestellt (geschlägelt).

## Firstsenkung
Bei der Streckenauffahrung kommt es trotz Streckenausbau zu einer Absenkung der Firste. Diese wird als Firstsenkung bezeichnet und in Prozent der Firsthöhe bei der Auffahrung angegeben. Die Firstsenkung ist nach Erreichen einer bestimmten Ausbaustützkraft, in Abhängigkeit von der Lastaufnahme des Streckenausbaus, für das Verformungsverhalten eines Gleitbogens von Bedeutung. Je nachdem, ob der Ausbau früh- oder spättragend ist, ist die Firstsenkung und somit auch die Konvergenz unterschiedlich groß.

## Firstenbrand
In Steinkohlenbergwerken kommt es in den Strecken auf dem Kappenverzug zu einer mehr oder minder starken Ablagerung von Feinkohle. Durch Schleichwetterströme und Wärmestau kann es zu einer Selbstentzündung dieser abgelagerten Feinkohle kommen. Befindet sich nun ein Flöz im Bereich der Firste, kann dieser Feinkohlenglimmbrand, insbesondere bei stark geneigter oder bei steiler Lagerung, zum Flözbrand in der Firste führen.